# Dalia Kaddari
Dalia Kaddari (Cagliari, 23 maart 2001) is een atleet uit Italië.
Op de Olympische Jeugdzomerspelen 2018 nam Kaddari deel aan de 200 meter, waar ze een zilveren medaille behaalde.
- World Athletics: 14775977